# 自發過程
自發過程，或自發程序，是系統隨時間釋放自由能、移往自由能更低且更加熱力學平衡的能量狀態的過程。自由能變化的正負值取決於熱力學的測量傳統，當系統釋放自由能，系統自由能變化為負值，而外界自由能變化為正值。
隨著過程的條件不同，所採用的自由能也不相同。例如，當考慮恆溫恆壓過程時，應採用吉布斯自由能；而考慮恆溫恆容過程時，則採用亥姆霍茲自由能。
由於降低系統自由能為自發過程的特色，因此該過程不需外界提供能量即可發生。
於孤立系統的情形之下，系統邊界無任何能量交換，增加系統熵的方向為自發過程的方向。

## 概論
一般而言，過程的自發性只決定該過程是否「能夠」自發，但並不代表該過程「將會」發生。換句話說，自發性是必須的，但並不足以使過程發生。此外，自發性也無法決定該過程之速率快慢。比如說，於室溫常壓下，鑽石轉化成石墨是一個自發的過程。儘管如此，這個自發過程卻是極緩慢的。

## 由自由能決定自發性
當過程為恆溫恆壓時，能以吉布斯自由能決定其自發性，其數學式如下：
{\displaystyle \Delta G=\Delta H-T\Delta S\,}
由上式可知，吉布斯自由能（G）變化量之正負取決於焓（H）、熵（S）之變化量以及絕對溫度（T）之大小。當絕對溫度之值等於焓變化量對熵變化量之比值時，吉布斯自由能之變化量為零。
當過程之吉布斯自由能變化量為：
- 負值，該正向過程為自發。
- 正值，該正向過程為非自發，但反向過程為自發。
- 零，該過程處於熱力學平衡，系統隨時間無淨變化。

藉由上式，討論焓變化量與熵變化量對吉布斯自由能變化量之影響，分為四種情況：
- 當熵變化量大於零，且焓變化量小於零，過程必然自發。
- 當熵變化量小於零，且焓變化量大於零，過程必然不自發，但逆過程必然自發。
- 當熵變化量大於零，且焓變化量大於零，過程於高溫狀態下自發、低溫狀態下不自發。
- 當熵變化量小於零，且焓變化量小於零，過程於低溫狀態下自發、高溫狀態下不自發。

於後兩個情況下，可由焓變化量對熵變化量之比值大小，決定該過程之溫度為高溫或低溫。

## 由熵決定自發性
當利用熵變化量作為判斷過程自發性之函數時，需要特別留意系統與外界的定義。由熱力學第二定律，當孤立系統之熵值隨時間而增加，則該過程為自發。然而，當考慮之系統為開放或封閉時，以上敘述應修正為：總熵（包含系統熵與外界熵）需隨時間增加。其數學式應表示為：
{\displaystyle \Delta S_{\textrm {total}}=\Delta S_{\textrm {system}}+\Delta S_{\textrm {surroundings}}\geq 0\,}